# Takahide Nakatani
Takahide Nakatani (Hiroshima, 9 luglio 1941) è un ex judoka e allenatore di judo giapponese, che vinse la prima medaglia d'oro assegnata nel judo, alle Olimpiadi di Tokyo del 1964.
Nakatani è nato a Hiroshima in una famiglia dove tutti i suoi quattro fratelli praticavano il judo ed erano cintura nera. Nakatani stesso cominciò a praticare il judo a dodici anni, e divenne ben presto noto per il suo stile equilibrato e per il suo efficacissimo Kosoto Gari.
Scelse di studiare all'Università Meiji, ma non fu in grado di entrare in squadra per la presenza in rosa di atleti di primo piano, come Seiji Sakaguchi, destinato a diventare un wrestler professionista. Fu scelto per rappresentare il Giappone, nella categoria fino a 68 kg alle Olimpiadi di Tokyo del 1964, solo pochi giorni prima
l'inizio dei Giochi, vinse ogni incontro per ippon e si aggiudicò così la prima medaglia d'oro assegnata nel judo alle Olimpiadi; in tutto gli bastarono meno di nove minuti di combattimento.
Dopo la laurea Nakatani ha lavorato per una divisione della Mitsubishi per cinque anni.
Partecipò nel 1967 ai Campionati Mondiali di Judo a Salt Lake City conquistando la medaglia di bronzo nella categoria fino a 70 kg.
Divenne quindi capo allenatore nella nazionale di judo della Germania Ovest, nei tre anni antecedenti le Olimpiadi di Monaco del 1972; allenò i campioni olimpici Paul Barth, bronzo nei medio massimi e Klaus Glahn, argento nei pesi massimi.
Tornò a Hiroshima nel 1973 e portò avanti l'attività di famiglia nel campo della gioielleria, mentre svolgeva funzioni di consigliere per la Federazione nazionale di Judo e per la Federazione della Prefettura di Hiroshima.
Nel 2003 ha ricevuto la Medaglia d'onore con nastro blu dal governo giapponese.